# Zsolt Reznyicsek
Zsolt Reznicsek (* 21. März 1987) ist ein ungarischer Crosslauf-Sommerbiathlet.
Zsolt Reznyicsek trat international erstmals in Erscheinung, als er beim IBU-Sommercup 2012 in Osrblie im Sprint und der Verfolgung 22. Plätze belegte. An selber Stelle nahm er wenig später an den Sommerbiathlon-Europameisterschaften 2012 und damit an seinen ersten internationalen Meisterschaften teil. Im Sprint wurde er mit drei Fehlern 27., im Verfolgungsrennen mit elf Fehlern 26.

## Belege
1. ↑  Schreibweise auch Reznyicsek
2. ↑  Zsolt Reznicsek, biathlon-online.de.
3. ↑  IBU-Sommercup-Sprint 2012 (Seite nicht mehr abrufbar, festgestellt im Februar 2020. Suche in Webarchiven); https://www.dsb.de/media/EVENTS/2012/EM/EM_Brezno-Osrblie_-SoBi-/EM_Brezno-Osrblie_-SoBi-.pdf IBU-Sommercup-Verfolgung 2012

| Personendaten    | Personendaten                        |
| ---------------- | ------------------------------------ |
| NAME             | Reznyicsek, Zsolt                    |
| ALTERNATIVNAMEN  | Reznicsek, Zsolt                     |
| KURZBESCHREIBUNG | ungarischer Crosslauf-Sommerbiathlet |
| GEBURTSDATUM     | 21. März 1987                        |